# Maharaja di Gwalior
I maharaja di Gwalior appartengono alla dinastia degli Scindia, che nel XVIII secolo fondarono uno Stato con capitale la città di Gwalior, all'interno della Confederazione Maratta.
I maharaja regnarono in modo assoluto fino al 1948 e conservarono lo status principesco e una dotazione garantita dal governo fino al 28 dicembre 1971.
Gli Scindia, anche dopo questa data, hanno mantenuto una notevole influenza politica ed economica e continuano, come le altre dinastie principesche indiane, a fregiarsi dei titoli tradizionali.

## Titolo
Di seguito è riportato il titolo ufficiale dei maharaja di Gwalior dopo l'atto di sottomissione alla Corona britannica (1861):
Sua Altezza Ali Jah, Umdat ul-Umara, Hisam us-Sultanat, Mukhtar ul-Mulk, Azim ul-Iqtidar, Rafi-us-Shan, Wala Shikoh, Muhtasham-i-Dauran, Maharajadhiraj Maharaja Shrimant (nome) Scindia Bahadur, Shrinath, Mansur-i-Zaman, Fidvi-i-Hazrat-i-Malik-i-Mua'zzam-i-Rafi-ud-Darjat-i-Inglistan (Sua Altezza l'Eminente Dignità, Pilastro della Nobiltà, Spada del Regno, Agente del Regno, Capo della Suprema Autorità, Alto in Prestigio, Eminente in Dignità, il più Potente dello Stato, Gran Principe (Re) sui Principi (Re) del Valoroso Scindia, Signore della Fortuna, il Vincitore del Tempo, Vassallo di Sua Maestà l'Onorato ed Eminente Re d'Inghilterra)

## Elenco dei Maharaja di Gwalior
- Maharaja Ranoji Rao Scindia (1731 – 19 luglio 1745)
- Maharaja Jayappa Rao Scindia (1745 – 25 luglio 1755)
- Maharaja Jankoji Rao I Scindia (25 luglio 1755 – 15 gennaio 1761)
- Meharban Srimant Dattaji Rao Scindia Maharaj Sahab, Reggente (1755 – 10 gennaio 1760)
- Trono vacante (15 gennaio 1761 – 25 novembre 1763)
- Maharaja Kedarji Rao Scindia (25 novembre 1763 – 10 luglio 1764)
- Maharaja Manaji Rao Scindia (10 luglio 1764 – 18 gennaio 1768)
- Maharaja Madhav Rao I Scindia (18 gennaio 1768 – 12 febbraio 1794)
- Maharaja Daulat Rao Scindia (12 febbraio 1794 – 21 marzo 1827)
- Maharaja Jankoji Rao II Scindia (18 giugno 1827 – 7 febbraio 1843)
- Maharaja Jayaji Rao Scindia (7 febbraio 1843 – 20 giugno 1886)
- Maharaja Madho Rao Scindia (20 giugno 1886 – 5 giugno 1925)
- Maharaja George Jivaji Rao Scindia (Maharaja 5 giugno 1925 –  16 luglio 1961, regnante fino al 15 agosto 1947; Rajpramukh 28 maggio 1948 – 31 ottobre 1956)
- Maharaja Madhav Rao Scindia (16 luglio 1961 – 30 settembre 2001); privato della dotazione e del riconoscimento di regnante da parte del Governo indiano il 28 dicembre 1971
- Maharaja Jyotiraditya Rao Scindia (30 settembre 2001)